# Prevole
Prevole so naselje v Občini Žužemberk.